# وارطان مالاکیان
وارطان مالاکیان (ارمنی: Վարդան Մալաքյան؛ زادهٔ ۱۴ فوریهٔ ۱۹۴۷) یک طراح رقص، مجسمه‌ساز و نقاش ارمنی‌تبار اهل ایالات متحده آمریکا است.

## زندگی‌نامه
مالاکیان در تاریخ ۱۴ فوریه ۱۹۴۷ در شهر موصل، عراق به دنیا آمد. در سن ۱۸ سالگی وی نخستین نمایشگاه خویش را در سفارت چکسلواکی برگزار نمود. پسر وی دارون ملکیان، گیتارنواز و عضو گروه موسیقی سیستم آو ا داون می‌باشد. وی هم‌اکنون به همراه همسرش زِپیور مالاکیان در لس آنجلس اقامت دارد. مالاکیان طراح هنری آلبوم هیپنوتایز بوده‌است.